# Бердин (хутор)
Бердин — хутор в Большесолдатском районе Курской области. Входит в Большесолдатский сельсовет.

## История
5 января 2025 года в хуторе начались бои в ходе боевых действий в Курской области. Вооружённые силы Украины масштабно начали наступать в направлении Большесолдатского района. По кадрам, опубликованным российскими СМИ, независимые аналитики, включая ISW, подтвердили, что 5 — 6 января ВСУ удалось зайти на южные окраины Бердина. На 9 января 2025 года, по информации «Агентства», со ссылкой на отчет ISW, хутор находится под контролем ВС РФ.

## География
Хутор находится недалеко от границы между Большесолдатским и Суджанским районами в бассейне реки Суджа, в 71 километрах к юго-западу от Курска, в 7 км к западу от районного центра и центра сельсовета — села Большое Солдатское.
Улицы
В хуторе 2 улицы: Заречная (31 дома) и Калинина (27 домов).
Климат
Хутор, как и весь район, расположен в поясе умеренно континентального климата с тёплым летом и относительно тёплой зимой.

## Население
| 2002 | 2010 |
| ---- | ---- |
| 130  | ↗140 |

## Транспорт
Бердин находится в 3 км от автодороги регионального значения 38К-004 (Дьяконово — Суджа — граница с Украиной), в 2 км от автодороги межмуниципального значения 38Н-028 (Ямская Степь — Розгребли — 38К-004), в 12 км от ближайшего ж/д остановочного пункта 54 км (линия Льгов I — Подкосылев).